# Петровское (Щёлковский район)
Петро́вское — село в Щёлковском районе Московской области. Относится к Огудневскому сельскому поселению.

## География
Расположено на северо-восток от Москвы на расстоянии 53 км (по прямой от центра Москвы), в 23 км на северо-восток от районного центра — Щёлково и в 4 км на северо-запад от центра сельского поселения Огуднево. Ближайшие города: Красноармейск (5 км по прямой) и Фрязино (26 км по Фряновскому шоссе).
В непосредственной близости от села находится исток реки Пружёнки — левого притока Вори (притока Клязмы).
Улицы села: Заозёрная, Лесная, Полевая, Промышленная, Троицкая, Школьная и Южная, к нему также приписано 5 садоводческих товариществ (СНТ).

## Население
| 1703 | 1852 | 1859 | 1869 | 1886  | 1899 | 1926  |
| ---- | ---- | ---- | ---- | ----- | ---- | ----- |
| 398  | ↗917 | ↗993 | ↘975 | ↗1139 | ↘452 | ↗1115 |
| 2002 | 2006 | 2010 |      |       |      |       |
| ↘717 | ↗825 | ↗865 |      |       |      |       |

## Из истории
Село упоминается в источниках за 1589 год: «село Петровское, что было Троицкое на Назарове враге, на судоходе, по хомутовой дороге» с 26 крестьянскими и бобыльскими дворами и двором приказчика.
В 1631–33 — 36 дворов.
В 1675 году — деревня «на пруде, по обе стороны Назаровскаго врага» с 65 крестьянскими и бобыльскими дворами.
В 1684 году в селе была построена деревянная Николаевская церковь.
В 1700 году оно было пожаловано Дмитрию Кузьмичу Карпову, три года спустя в нем было 65 крестьянских и бобыльских дворов и 398 человек. 
В 1820-х годах Петровское принадлежало С. А. Мельчуговой, по инициативе которой в 1828 году была построена Никольская (ныне Спасская) церковь. В 1940-х годах она была закрыта.
В середине XIX века село относилось ко 2-му стану Богородского уезда Московской губернии и принадлежала надворному советнику Алексею Степановичу Мильгунову. В селе было 105 дворов, крестьян 455 душ мужского пола и 462 души женского.
В «Списке населённых мест» 1862 года Петровское — владельческая деревня 2-го стана Богородского уезда Московской губернии на Троицком тракте (из Богородска в Сергиевскую Лавру), в 30 верстах от уездного города и 22 верстах от становой квартиры, при пруде, с 127 дворами, 993 жителями (498 мужчин, 495 женщин) и церковью.
По данным на 1869 год — село Ивановской волости 3-го стана Богородского уезда с 187 дворами, 187 деревянными домами, церковью Нерукотворного Спаса с приделом св. Николая, часовней, школой (1 учитель и 20 учеников), 7 лавками, питейным домом, бумаготкацкой фабрикой и бумаготкацким заведением и 975 жителями (451 мужчина, 524 женщины), из них 72 грамотных мужчины и 12 женщин. Имелось 147 лошадей, 174 единицы рогатого скота и 70 мелкого, земли было 1385 десятин, в том числе 718 десятин пахотной. 7 раз в год проводились ярмарки.
В 1886 году — 157 дворов, 1139 жителей, церковь, школа, 8 лавок и 2 бумаго-ткацкие фабрики.
В 1913 году — 247 дворов, земское училище, казенная винная лавка, чайная Общества Трезвости и трактир.
По материалам Всесоюзной переписи населения 1926 года — центр Петровского сельсовета Ивановской волости Богородского уезда в 3 км от Фряновского шоссе и 29 км от станции Щелково Северной железной дороги, проживало 1115 жителей (517 мужчин, 598 женщин), насчитывалось 252 хозяйства (207 крестьянских), имелись школа 1-й ступени, лавка, изба-читальня, отделение Ивановского промышленного кустарного ткацкого товарищества и машинное товарищество.
В 1994–2006 годах относилось к Огудневскому сельскому округу.

## Спасская церковь
В настоящее время Спасская церковь является действующей и её приход относится к Лосино-Петровскому округу Московской епархии Русской православной церкви. В церкви имеется придел в честь Николая Чудотворца.

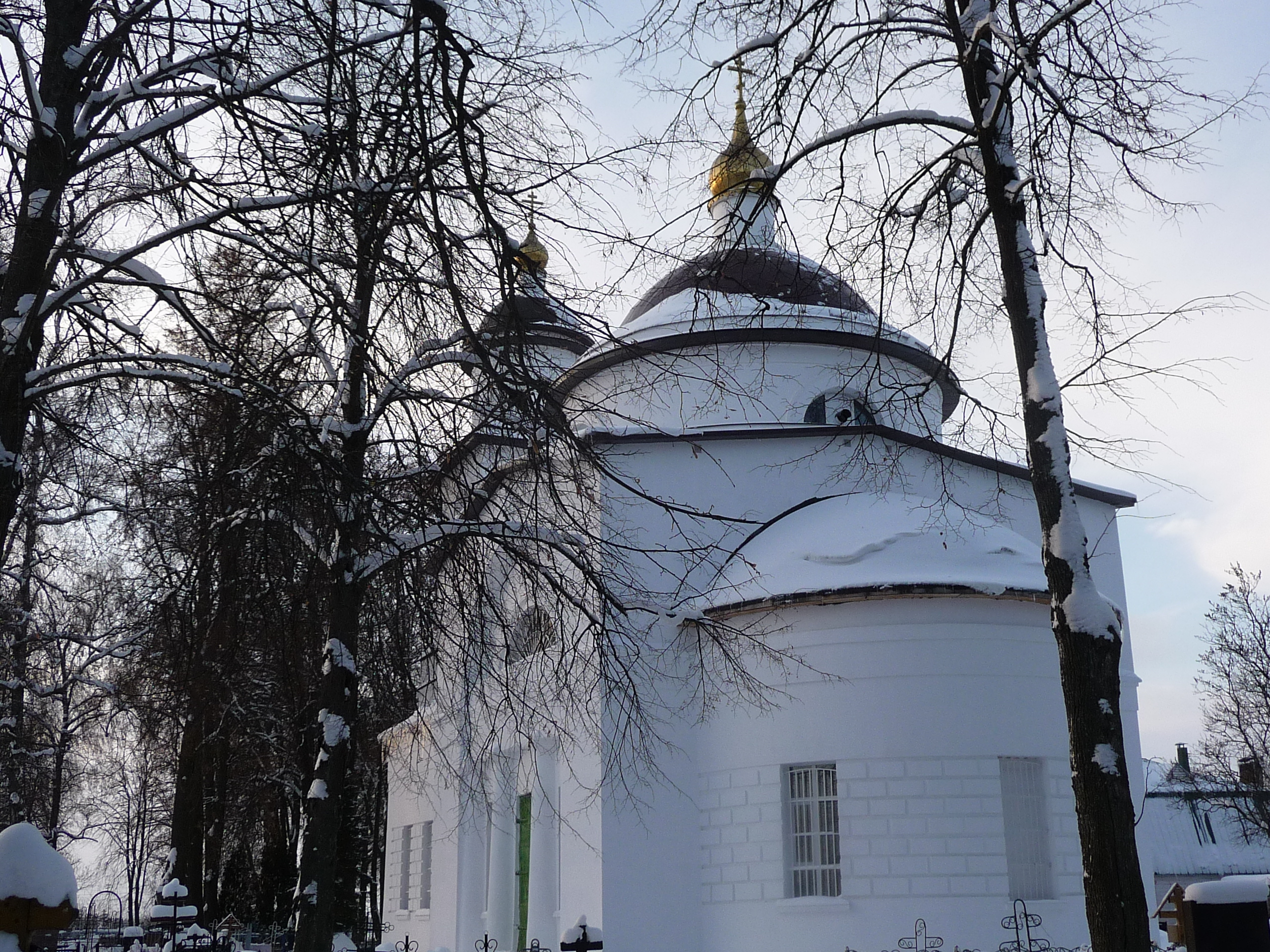
Спасский храм в селе Петровское (1828)

## Транспорт и связь
От Москвы в Петровское на автомобиле можно попасть по Щёлковскому шоссе А103, а затем по идущему от него Фряновскому шоссе Р110. По последнему надо проехать через Щёлково, доехать до Огуднево и в нём повернуть налево по указателю. В село от железнодорожной станции Щёлково ходит автобус № 37.